# Gunnar Nielsen
Gunnar Nielsen (Tórshavn, 7 oktober 1986) is een Faeröers voetballer die als doelman speelt. Sinds begin 2016 komt hij uit voor FH.

## Clubcarrière
Nielsen begon zijn loopbaan bij HB Tórshavn en debuteerde bij BK Frem. In 2007 werd hij door Blackburn Rovers aangetrokken en in 2008 aan Motherwell verhuurd.  Voor beide clubs kwam hij niet in actie. In 2009 maakte hij de overstap naar Manchester City waarvoor hij op 24 april 2010 debuteerde in de wedstrijd tegen Arsenal. Hij werd ook verhuurd aan Wrexham in 2009 en Tranmere Rovers (2010 tot januari 2011). Op 7 december 2012 werd zijn contract bij Manchester City ontbonden.

## Interlandcarrière
Nielsen maakte zijn debuut voor het Faeröers voetbalelftal op 22 maart 2009 in de vriendschappelijke uitwedstrijd tegen IJsland, net als Gudmund Nielsen, Christian Mouritsen, Levi Hanssen en Páll Mohr Joensen.